# Глентулок – Єллоубенк – Валлумбілла-Гладстон
Глентулок — Єллоубенк — Валлумбілла-Гладстон — газопровід у австралійському штаті Квінсленд. Офіційно відомий як Yellowbank Spur Lines.
Трубопровід призначений для видачі продукції групи дрібних газових родовищ Денісон-Соуз, розробка яких почалась в 1990 році. Первісно ввели в дію центральну установку підготовки Єллоубенк (окрім однойменного родовища також працювала з продукцією родовищ Спірнгвейл і Мертвіль) та установку підготовки Мерівейл, а в 2001-му до останньої під'єднали трубопровід від родовища Глентулок.
Довжина траси газопроводу становить 65 кілометрів, з яких 12 кілометрів припадають на ділянку між Мерівейл до Єллоубенк і 24 кілометри на ділянку від Єллоубенк до місця приєднання до трубопроводу Валлумбілла — Гладстон. Газопровід виконаний у діаметрах 168 мм та 219 мм.
Варто відзначити, що обсяги транспортування по системі були доволі незначні через дрібний характер родовищ. Так, найбільше серед них Мерівейл станом на 2004 рік видало 1,19 млрд м3 газу (що становило вже 76 % оцінки видобувних запасів), а потужність центральної установки підготовки Єллоубенк дорівнює 0,17 млрд м3 на рік.